# Stenostomum biflorum
Stenostomum biflorum är en måreväxtart som beskrevs av Attila L. Borhidi. Stenostomum biflorum ingår i släktet Stenostomum och familjen måreväxter. Inga underarter finns listade i Catalogue of Life.